# Trox boucomonti
Trox boucomonti är en skalbaggsart som beskrevs av Renaud Maurice Adrien Paulian 1933. Trox boucomonti ingår i släktet Trox och familjen knotbaggar. Inga underarter finns listade i Catalogue of Life.